# Средновековни кули в Кратово
Средновековните кули в Кратово (на македонска литературна норма: Кратовски Кули) са 6 средновековни кули, разположени в град Кратово, Република Македония.
В миналото кулите са били 12 (или 13) - от двете страни на Кратовска (Табачка) река, като са били разположени 5 от едната и 7 от другата страна на реката. От оцелелите 6 кули днес някои са частично, а други са сериозно повредени. Сред тях особено интересни са кулите на Абедин ефенди, на хаджи Коста, Кръстевата, Еминбеговата, Златковата и Саат кула.
Няма исторически данни за точното изграждане на кулите. Според някои учени кулите са построени преди завладяването на града от Османската империя, но според повечето изследователи на кулите те са построени по време на османското владичество, съдейки по тяхната архитектура и декоративни елементи.
Кулите са построени от дялан или полудялан камък и хоросан. Използван е камък с по-добра обработка за прозорците, стълбите, ъглите и вратите. Вътрешността на кулите е разделена на 3 или 4 етажа. Горните етажи имат балкон и помещения за живеене. Прозорците на кулите се различават, но са защитени с железни решетки. Прозорците на долните етажи са тесни и издължени, а на горните са по-широки. За защита на кулите са изградени стражници, заобиколени с каменни щитове и малки отвори. В градежа има и дървени греди, а спойващата смес е от слама и кал.